# Halicampus zavorensis
Halicampus zavorensis är en fiskart som beskrevs av Dawson 1984. Halicampus zavorensis ingår i släktet Halicampus och familjen kantnålsfiskar. Inga underarter finns listade i Catalogue of Life.